# Terra e Paixão
Terra e Paixão è una telenovela brasiliana prodotta da TV Globo, che l'ha trasmessa dall'8 maggio 2023 al 19 gennaio 2024.

## Trama
La storia di una donna guidata dalla forza dell'amore e mossa dal desiderio di giustizia si interseca con quella di una famiglia divisa dall'ambizione e da tanti segreti.

## Personaggi e interpreti
- Caio Meirelles La Selva, interpretato da Cauã Reymond
- Aline Barroso Machado, interpretata da Bárbara Reis
- Daniel La Selva, interpretato da Johnny Massaro
- Jonatas dos Santos, interpretato da Paulo Lessa
- Lucinda do Carmo Amorim, interpretata da Débora Falabella
- Graça Borghin Junqueira, interpretata da Agatha Moreira
- Antônio La Selva, interpretato da Tony Ramos
- Irene Pinheiro La Selva, interpretata da Glória Pires
- Agatha Santini La Selva, interpretata da Eliane Giardini
- Anely do Carmo / Rainha Delícia, interpretata da Tatá Werneck
- Luigi San Marco, interpretato da Rainer Cadete

## Puntate
| Stagione       | Puntate | Prima TV Brasile |
| -------------- | ------- | ---------------- |
| Prima stagione | 221     | 2023-2024        |